# Maximilian von Spee
Maximilian Graf von Spee, nemški viceadmiral, * 22. junij 1861, København, † 8. december 1914. 
Rojen je bil v Kopenhagnu v plemiški družini. Nemški cesarski mornarici se je pridružil 1878. V letih 1887−1888 je poveljeval nemškim pristaniščem v Kamerunu in Nemški zahodni Afriki. V letih pred vojno je služboval na različnih položajih v mornarici, v tem času je tudi znatno napredoval. Leta 1912 je kot admiral dobil poveljstvo nad nemško daljnovzhodno eskadro nameščeno v Tsingtaou.
Ob izbruhu prve svetovne vojne in padcu nemških kolonij na daljnem vzhodu se je s svojo eskadro poskušal prebiti v Nemčijo. Britanci so nemško eskadro prestregli pred obalo Čila, kar je pripeljalo do bitke pri Coronelu v kateri so bili Britanci poraženi. Po bitki so Nemci nadaljevali pot okoli rta Horn. Pri poizkusu napada na pristanišče Stanley na Falklandskih otokih so padli v britansko zasedo. V bitki, ki je postala znano kot bitka pri Falklandskih otokih so Nemci izgubili skoraj vse ladje, padel pa je tudi sam admiral Maximilian Graf von Spee ter oba njegova sinova
Leta 1917 so po admiralu  poimenovali ladjo razreda Mackensen. Ladja nikoli ni bila dokončana, njene ostanke so po vojni razrezali za staro železo. 
Leta 1934 so po admiralu poimenovali eno izmed novih žepnih bojnih ladij. Zanimivo je, da je ladja z imenom Admiral Graf Spee svojo pot končala podobno kot nemška eskadra leta 1914.